# 世界一美しい世界一美しい世界
『世界一美しい世界一美しい世界』（せかいいちうつくしいせかいいちうつくしいせかい）は、BURNOUT SYNDROMESの1枚目のアルバム。2014年7月2日に発売。

## 概要
全国流通盤初のアルバム。それまでの自主制作盤の5曲を新録し収録。ジャケットは西島大介の書き下ろし。

## 収録曲
1. 墜落 / 上昇
2. リフレインはもう鳴らない
自主制作盤1stシングルの1曲目。
3. むー
4. i am a HERO
自主制作盤1stシングルの2曲目。
5. ラブレター。
6. LOSTTIME
全国流通盤1stシングル。関西テレビ『ミュージャック』エンディングテーマ。
7. 神戸在住
タイトル通り神戸を舞台にしている。
8. 東名高速道路清水JCTを時速二〇〇キロメートル超で駆け抜けるのさ